# Partido Socialdemócrata de Morelos
El Partido Socialdemócrata de Morelos (PSD) fue un partido político local del estado mexicano de Morelos. Se creó luego de que el Partido Socialdemócrata perdiera el registro como partido político nacional luego de que obtuviera un porcentaje menor del 2 % en las elecciones federales de 2009; no obstante obtuvo un porcentaje mayor al 3 % en dicha entidad, por lo que pudo mantener su registro a nivel estatal.

## Historia
En 2009, el PSD Morelos logró colocar a Ismael Ariza Rosas como Presidente Municipal de Jonacatepec, además mantuvo más del 3 por ciento de la votación por encima de los partidos, Convergencia (ahora Movimiento Ciudadano), Partido del Trabajo, Partido Nueva Alianza y Partido Verde Ecologista.
En 2012, el Socialdemócrata emprende una nueva travesía, con una visión local, lanzando 32 candidatos para presidentes municipales de un total de 33, registró 18 diputados locales que corresponde al 100 por ciento de la competencia y un candidato a gobernador del estado, siendo uno de los dos partidos que no fue en colisión con los llamados "Partidos Grandes".
Con el apoyo de los ciudadanos, el PSD Morelos logró colocarse como una de las cuatro fuerzas políticas dentro del estado, así lo reconoció el presidente del Partido, Eduardo Bordonave, quién comentó que el crecimiento del PSD ha sido sustancial, lo que se refleja en la obtención del registro del partido, dos presidencias municipales, dos diputaciones plurinominales y 12 regidurías, principalmente al oriente del estado. Las cifras en comparación con el año pasado, han sido positivas, mostrando a un partido joven en vías de crecimiento y con miras a ser una fuerza política importante.
Ayuntamientos
AXOCHIAPAN Rodolfo Domínguez Alarcón “El Bobas”, logró la victoria con una diferencia de casi 2 mil votos arriba del candidato de las izquierdas Ulises Alvillar. El ahora presidente municipal electo, fue reconocido por el Consejo Municipal del Instituto Estatal Electoral al recibir su constancia de mayoría.
TEPALCINGO Los partidos grandes quedaron atrás, así lo demostró la contundente victoria del candidato del PSD, Juan Manuel Sánchez Espinoza, quién logro el triunfo con 3 mil 762 votos. Por abajo del puntero, quedó Alfredo Sánchez Vélez, del Partido Verde y Nueva Alianza con 2 mil 888 votos y en tercer lugar, con 2 mil 799, René Tajonar.

## Resultados electorales

### Gobernador
| Elección | Candidato                | Votos  | Porcentaje      | Resultado |
| -------- | ------------------------ | ------ | --------------- | --------- |
| 2012     | Julio César Yáñez Moreno | 34 752 | \| \| 4.12 % \| | Pierde    |
|          | 4.12 %                   |        |                 |           |

### Congreso del estado de Morelos
|  | 1.99 % |

|  | 4.92 % |

|  | 5.55 % |

### Ayuntamientos
|  | 3.97 % |

|  | 5.55 % |

|  | 12.12 % |